# Oxydia mexicata
Oxydia mexicata är en fjärilsart som beskrevs av Achille Guenée 1858. Oxydia mexicata ingår i släktet Oxydia och familjen mätare. Inga underarter finns listade i Catalogue of Life.